# Suore di San Giuseppe di Cuneo
Le Suore di San Giuseppe di Cuneo sono un istituto religioso femminile di diritto pontificio: le suore di questa congregazione pospongono al loro nome la sigla C.S.J.

## Storia
La congregazione fu fondata il 10 ottobre 1831 a Cuneo dal canonico Bartolomeo Manassero, che la modellò sulla comunità iniziata a Le Puy dal gesuita Jean-Pierre Médaille e le diede le costituzioni della congregazione di Lione.
La prima filiale fu aperta a Narzole nel 1837 e nel 1900 le suore, seguendo gli emigrati italiani, iniziarono a diffondersi in Francia, Svizzera e Lussemburgo.
L'istituto ricevette il pontificio decreto di lode il 17 maggio 1937 e il 23 febbraio 1948 giunse l'approvazione definitiva delle costituzioni.

## Attività e diffusione
Le suore lavorano in molti campi (scuole, asili, parrocchie, missioni).
Oltre che in Italia, sono presenti in Argentina, Brasile, Camerun, Repubblica Democratica del Congo, Romania, Svizzera; la sede generalizia è a Cuneo.
Alla fine del 2008 la congregazione contava 308 religiose in 45 case.